# Пшитик (гміна)
Гміна Пшитик (пол. Gmina Przytyk) — місько-сільська гміна у центральній Польщі. Належить до Радомського повіту Мазовецького воєводства.
Станом на 31 грудня 2011 у гміні проживало 7240 осіб.

## Площа
Згідно з даними за 2007 рік площа гміни становила 134.12 км², у тому числі:
- орні землі: 80.00%
- ліси: 13.00%

Таким чином, площа гміни становить 8.77% площі повіту.

## Населення
Станом на 31 грудня 2011:
| Опис     | Загалом | Загалом | Чоловіки | Чоловіки | Жінки | Жінки |
| -------- | ------- | ------- | -------- | -------- | ----- | ----- |
| одиниця  | осіб    | %       | осіб     | %        | осіб  | %     |
| все      | 7240    | 100     | 3655     | 50.48    | 3585  | 49.52 |
| міське   | 0       | 100     | 0        |          | 0     |       |
| сільське | 7240    | 100     | 3655     | 50.48    | 3585  | 49.52 |

## Сусідні гміни
Гміна Пшитик межує з такими гмінами: Венява, Волянув, Закшев, Потворув, Пшисуха, Радзанув, Стара Блотниця.